# لیگ اروپا ۱۴–۲۰۱۳
لیگ اروپا ۱۴–۲۰۱۳ چهل و سومین دوره از مسابقات فوتبال باشگاه‌های ثانویه برتر اروپا و پنجمین دوره لیگ اروپا از زمانی‌که به این نام تغییر نام داد بود که با قهرمانی سویا به پایان رسید.